# جورج نادش
جورج نادش (بالإنجليزية: George Ndah)‏ (23 ديسمبر 1974 في المملكة المتحدة - ) هو لاعب كرة قدم بريطاني في مركز الهجوم. لعب مع سويندون تاون وكريستال بالاس ونادي بورنموث ونادي غيلينغهام ووولفرهامبتون واندررز.